# Hayata (luchador)
Yohei Hayata (隼 田 陽平 Hayata Yōhei, nacido el 4 de agosto de 1987) es un luchador profesional japonés, también conocido simplemente como Hayata. Comenzó su carrera en Wrestle Gate y luego iría a Osaka Pro Wrestling hasta 2013 cuando formó Doutonbori Pro Wrestling con Kuuga y varios otros y luego se convertiría en freelance. Actualmente está firmado con Pro Wrestling Noah, donde es ex GHC Junior Heavyweight Tag Team y Junior Heavyweight Champion.

## Carrera profesional de lucha libre

### Carrera temprana (2006–2010)
Hayata comenzó su carrera en la lucha libre aficionada y el baloncesto, y se encontraría trabajando con Hanzo en Wrestle Gate, donde lucharía hasta que abandonara Wrestle Gate en abril de 2010. También competiría ocasionalmente en Dove Pro Wrestling y All Japan Pro Wrestling. En 2010, Hayata se mudó a Osaka Pro Wrestling.

### Osaka Pro Wrestling (2010–2013)
Después de mudarse a Osaka Pro, recibió una oportunidad para el Campeonato de Lucha Libre de Osaka Pro y en septiembre se uniría a la unidad de talón Joker. El 31 de octubre de 2011, Hayata ganaría su primer campeonato en su primer desafío después de que él y Kuuga derrotaron a Atsushi Kotoge y Daisuke Harada por el Campeonato Pro Team Team de Osaka. En junio, Joker comenzó a tener problemas con Hayata, después de que comenzó a perder partidos. Como resultado, Kuuga abandonó a su socio de Osaka Pro Wrestling Tag Team Championship para formar equipo con el miembro más nuevo de Joker, Spider J, en el Osaka Tag Festival 2012, dejando a Hayata en equipo con Tadasuke en el mismo torneo. El 24 de junio, Hayata y Tadasuke derrotaron a Kuuga y Spider J en la final del torneo para ganar el Osaka Tag Festival 2012. Después de su victoria, Hayata anunció que tanto él como Tadasuke estaban renunciando a Joker.
Hayata y Tadasuke hicieron su primera aparición después del Joker el 30 de junio, derrotando a los excompañeros de establo Kuuga y Orochi por descalificación, después de que Kuuga los golpeó a ambos con una silla de acero. Más tarde en el evento, Hayata y Tadasuke hicieron otra aparición, invitando a Daisuke Harada a unirse a ellos. Harada aceptó la invitación el 7 de julio y formó un nuevo trío con Tadasuke y Hayata con los tres compartiendo un objetivo común de detener a Joker. El 14 de julio, la nueva alianza se llamó "Glare". El 22 de julio en el huracán 2012, el evento anual más grande de Osaka Pro, Hayata y Tadasuke derrotaron a Sengoku (Hideyoshi y Masamune) y The Big Guns (The Bodyguard y Zeus) en un partido de tres partidos para ganar el vacante Campeonato por equipos de lucha libre de Osaka Pro. Más adelante en el evento, Daisuke Harada completó el barrido limpio de Glare al derrotar a Black Buffalo para ganar el Campeonato de Lucha Pro de Osaka, luego declaró que su establo ahora iba a cambiar a Osaka Pro. El 30 de septiembre, Tadasuke y Hayata hicieron su primera defensa exitosa del Campeonato de Parejas de Lucha Pro de Osaka contra los excompañeros de Joker Kuuga y Orochi. El 21 de octubre, Glare ganó el torneo de etiqueta de 6 personas de Lucha profesional de Osaka, derrotando al trío Joker de Hideyoshi, Kuuga y Quiet Storm en la final. El 2 de noviembre, Hayata y Tadasuke hicieron su segunda defensa exitosa del Campeonato de Equipo de Lucha Pro de Osaka, derrotando a Black Buffalo y Tigers Mask. El 19 de enero de 2013, Glare derrotó a Black Buffalo, Kazuaki Mihara y Naoki Setoguchi en un evento principal de seis hombres. Después del partido, Harada reveló a Buffalo como el miembro más nuevo de Glare. El 24 de febrero, Hayata, Tadasuke, Buffalo y Harada of Glare se enfrentaron a Billyken Kid, Kazuaki Mihara, Naoki Setoguchi y Tigers Mask del Osaka Pro Seikigun en un partido eliminatorio, donde el equipo perdedor se vería obligado a disolverse. Hayata fue el primer hombre en ser eliminado del partido. Harada cubrió a Billyken Kid salvando a Glare y obligando a Seikigun a disolverse. El 2 de marzo, Billyken Kid y Kazuaki Mihara se unieron a Glare, anunciando que ahora estaban de acuerdo con la "revolución" del establo. Glare luego declaró la guerra a Joker y Unique Gundan, los dos establos restantes en Osaka Pro. La rivalidad entre Glare y Unique Gundan se convirtió en un combate de eliminación cuatro contra cuatro el 24 de marzo, donde Hayata, Tadasuke, Harada y Mihara sufrieron una derrota molesta a manos de Ebessan, Kanjyuro Matsuyama, Kuishinbo Kamen y Takoyakida, después de lo cual el dos grupos hicieron las paces entre ellos.
El 30 de marzo, seis de los mejores luchadores de Osaka Pro, incluidos Hayata y su compañero estable de Glare, Daisuke Harada, anunciaron que abandonarían la promoción después del 29 de abril. Como resultado, Hayata y Tadasuke abandonaron el Campeonato por equipos de etiqueta de Osaka. Hayata se uniría a Kuuga en la formación de Doutonbori Pro Wrestling.

### Freelance (2013–2017)
Después de su partida de Osaka Pro, participó en la primera Liga de Decisión Dotonbori Tag King con Yo-Hey y terminó el torneo con 8 puntos. Después de eso, haría apariciones hasta que firmara con Dove Pro Wrestling. En 2016 haría apariciones en Pro Wrestling Freedoms, ganó el Campeonato de Parejas del Rey de la Libertad con Yuya Susumu. El 19 de febrero de 2017 perdieron los títulos ante Brahman Kei y Brahman Shu. El 3 de septiembre, firmó un contrato exclusivo con Pro Wrestling Noah que termina su carrera en Dove Pro

### Pro Wrestling Noah (2016-presente)
En diciembre de 2016, después de la historia de Suzuki-gun con Pro Wrestling Noah, el presidente de Noah Masayuki Uchida anunció que dejaría que los freelancers lucharan en Noah. El 9 de diciembre debutaría en Noah derrotando a Hitoshi Kumano. El 18 de febrero de 2017, él y Yo-Hey fueron derrotados por Hi69 y Taiji Ishimori en un combate por los vacantes Campeonatos en Parejas Peso Pesado Junior de GHC. Tres días después, Hayata y Yo-Hey se unieron con Daisuke Harada y Tadasuke para formar un nuevo stable llamado Ratel's. El 25 de marzo, Hayata cubrió al campeón de peso pesado junior de GHC Hajime Ohara durante un combate por equipos de ocho hombres. Después del partido en una entrevista en el backstage, Hayata retó a Ohara a un combate por el título. El 27 de mayo, derrotó a Ohara para ganar el Campeonato Junior Peso Pesado de GHC. El 25 de junio, perdió el título ante Taiji Ishimori en su primera defensa. El 27 de julio, él y Yo-Hey derrotaron a XX (Taiji Ishimori y Hi69) para ganar la Global League Heavyweight Tag League 2017. El 26 de agosto, Hayata y Yo-Hey derrotaron a XX en una revancha para convertirse en los nuevos Campeones en Parejas Peso Pesado Junior de GHC. El 3 de septiembre, Noah anunció que Hayata había firmado un contrato exclusivo con la promoción, terminando sus días como freelance.
En Pro Wrestling NOAH 20th Anniversary ~ NOAH The Chronicle Vol. 4, junto a Yoshinari Ogawa derrotaron a Momo no Seishun Tag
(Atsushi Kotoge & Daisuke Harada) ganando los Campeonatos en Parejas Peso Pesado Junior de GHC por segunda vez.

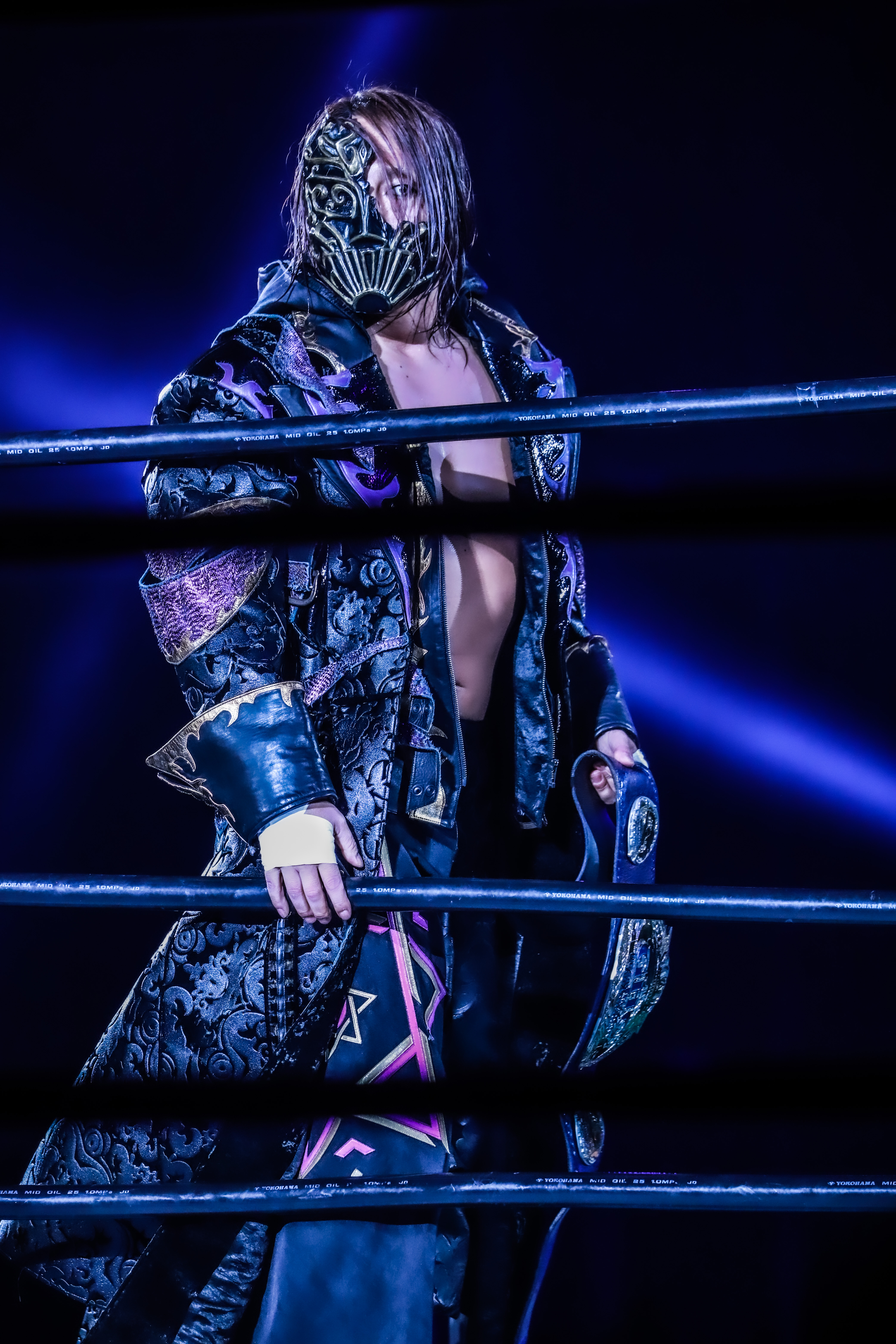
Hayata con el Título Junior Peso Pesado de GHC en 2022.

En NOAH Green Journey in Sendai, derrotó a Amakusa ganando el Campeonato Junior Peso Pesado de GHC por quinta vez. En NOAH Demolition Stage in Niigata, fue derrotado por Daga perdiendo el Campeonato Junior Peso Pesado de GHC, terminando con un reinado de 202 días.

## Campeonatos y logros
- Osaka Pro Wrestling

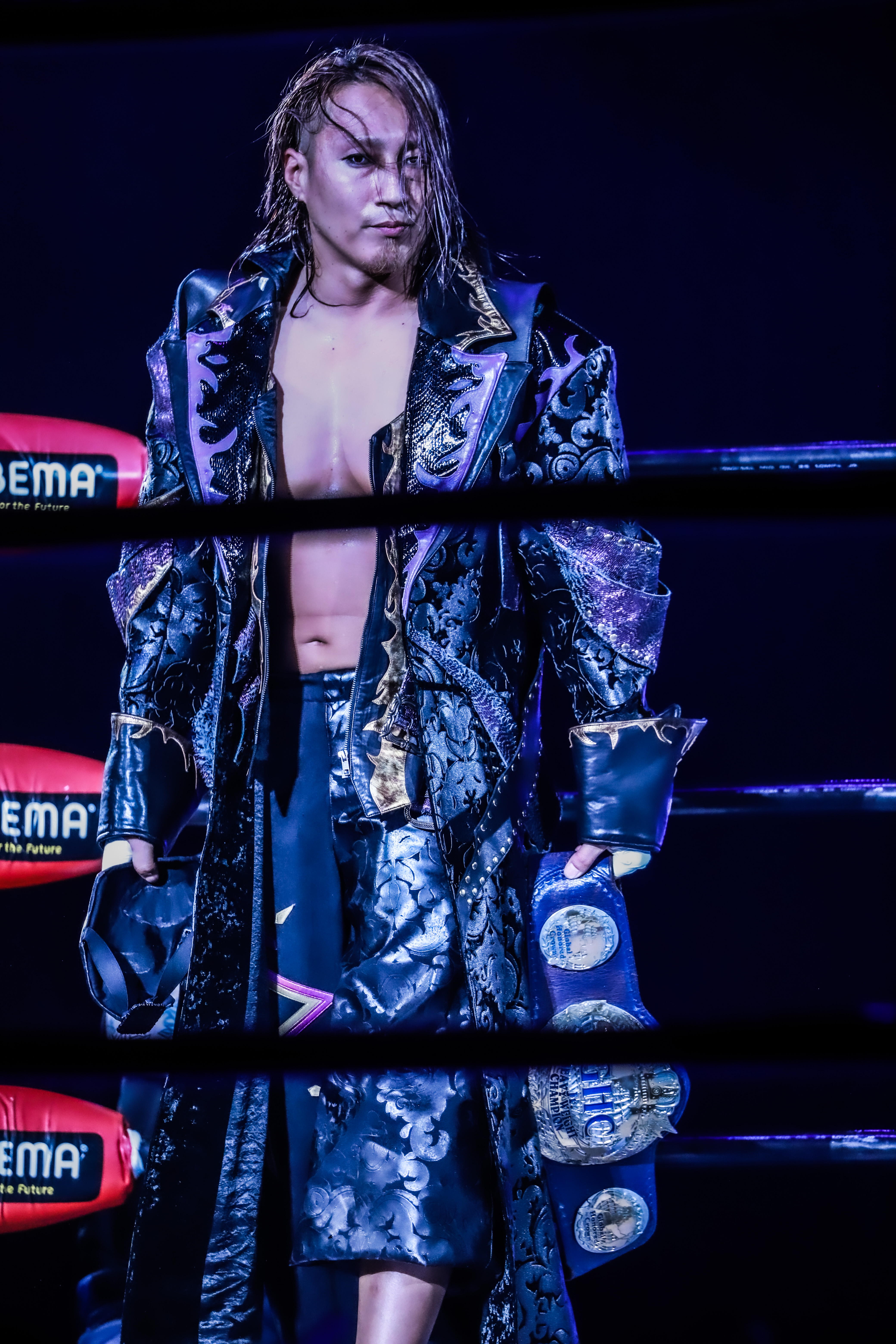
Hayata con el Campeonato Junior Peso Pesado de GHC.

  - Osaka Pro Wrestling Tag Team Championship (2 veces) - con Kuuga (1) y Tadasuke (1)
  - Osaka Tag Festival (2012) - con Tadasuke
  - Osaka Pro Wrestling 6 Person Tag Tournament (2012) - con Tadasuke y Daisuke Harada[22]

- Pro Wrestling Freedoms
  - King of Freedom Tag Team Championship (1 vez) - con Yuya Susumu

- Pro Wrestling Noah
  - GHC National Championship (1 vez)
  - GHC Junior Heavyweight Championship (5 veces)[23]
  - GHC Junior Heavyweight Tag Team (6 veces) - con Yo-Hey (3) y Yoshinari Ogawa (3)
  - Global Junior Heavyweight League (2019)
  - Global Junior Heavyweight Tag League (2017, 2018) - con Yo-Hey